# Літературна премія імені Миколи Томенка

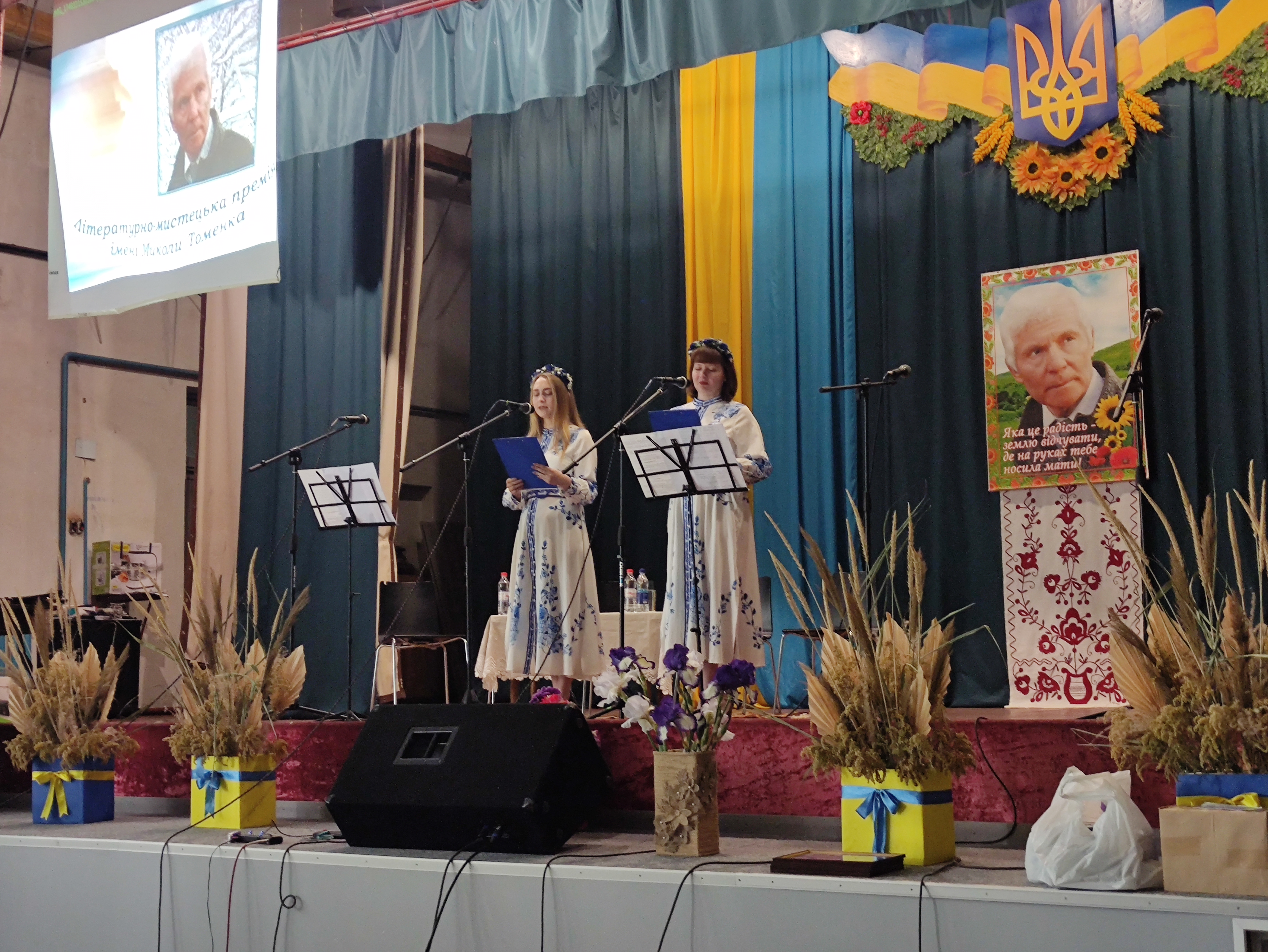
Відкриття церемонії нагородження премією імені Миколи Томенка, село Лип'янка, травень 2025

Літературна премія імені Миколи Томенка — щорічна літературна премія заснована Шполянською районною державною адміністрацією та Шполянською районною радою за клопотанням відділу культури і туризму Шполянської РДА в 2018 році на честь Томенка Миколи Даниловича (25.05.1937-29.08.2017) — українського поета, письменника, журналіста, уродженця с. Ярославка Шполянського району на Черкащині. Метою створення премії є вшанування земляка, та популяризація його творів.

## Положення про премію

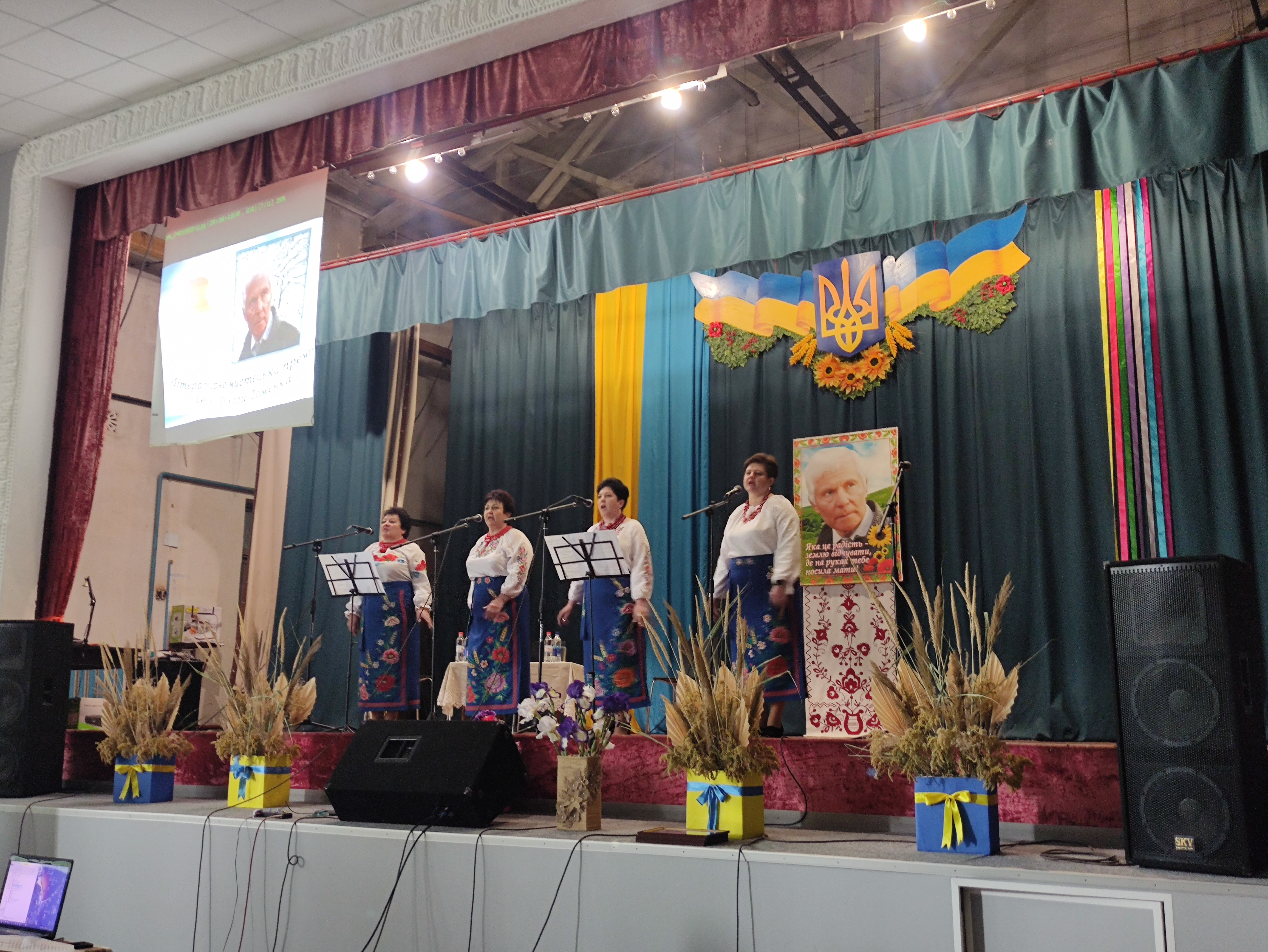
Учасники концерту під час церемонії нагородження премією імені Миколи Томенка, село Лип'янка, травень 2025

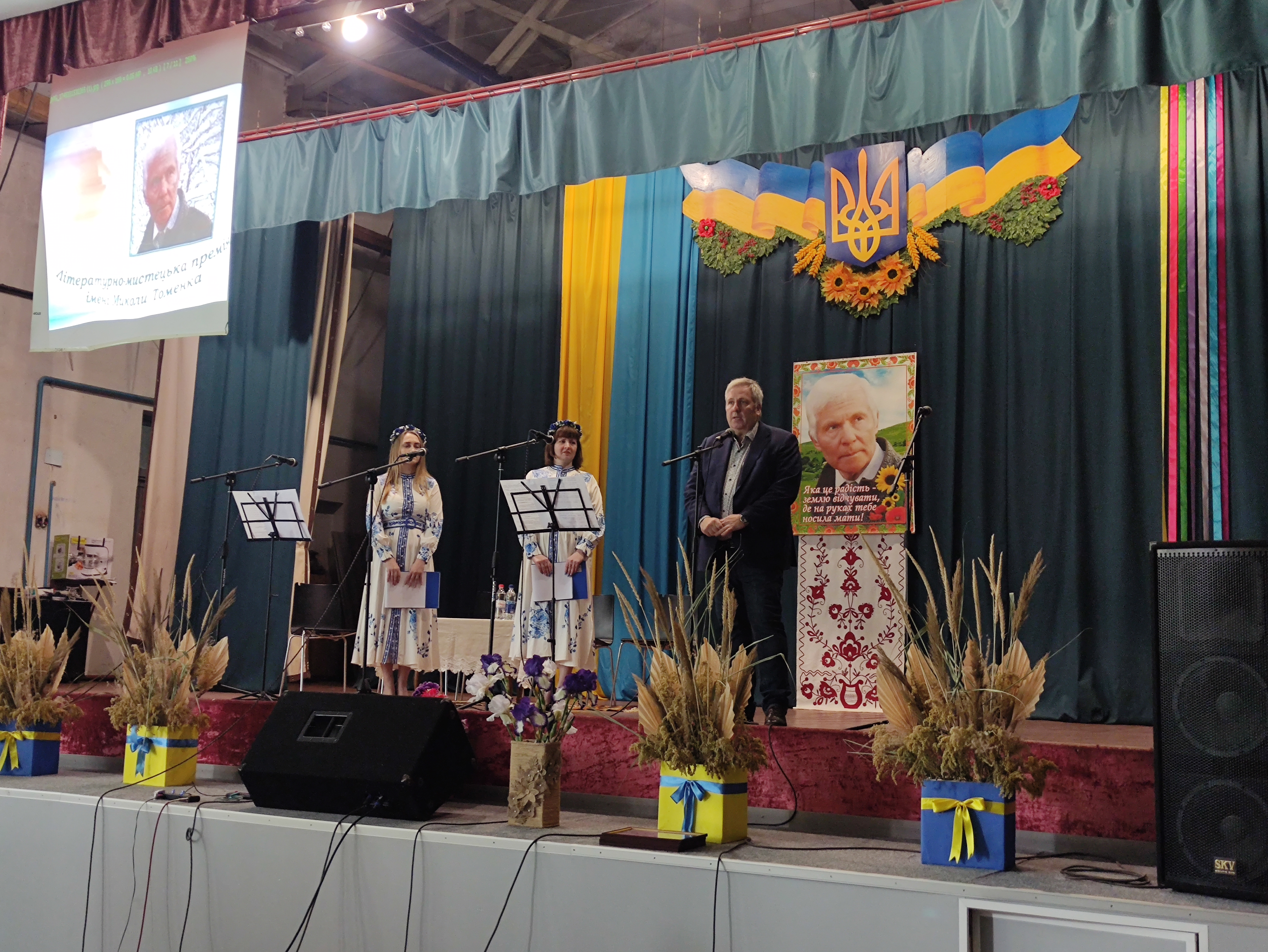
Тарас Томенко під час церемонії нагородження премією імені його батька, Миколи Томенка

Премія є творчою відзнакою, якою нагороджуються письменники за високохудожні твори українською мовою в жанрах поезії, поезії для дітей, малої прози та драматургії, які утверджують ідеали гуманізму, духовні цінності українського народу, звеличують жіночу долю, несуть у собі державотворчі смисли, національну ідею, висвітлюють демократичні й історичні цінності суспільства, збагачують мову й культуру та не відзначені іншими преміями.
Премія на конкурсних засадах присуджується щороку 24 травня — до дня народження Миколи Даниловича Томенка (25.05.1937-29.08.2017) і вручається на Шполянщині.
Премія встановлюється у двох номінаціях:
- поезія, дитяча поезія,
- мала проза, драматургія.

На здобуття Премії подаються оригінальні твори авторів, опубліковані окремими книгами чи видрукувані в літературних часописах протягом останніх п'ятьох років. Одна й та особа не може ставати лауреатом Премії двічі.
Подання творів на здобуття Премії проводиться з 15 січня до 15 квітня того року, в якому відбувається вручення Премії.
Право подання претендентів на Премію мають колективи творчих спілок і товариств, мистецьких, навчально-наукових, культурно-просвітницьких установ і закладів, культурних інституцій (при цьому додається відповідний протокол). Кожна з організацій може представити на здобуття премії один або кілька творів одного автора. На здобуття премії можуть претендувати письменники України та українського закордоння. Посмертно премія не присуджується.
Організація, яка висуває кандидатуру на здобуття премії, подає на адресу сектору культури Шполянської РДА такі документи:
- офіційне подання з формулюванням позиції та її короткою мотивацією;
- п'ять примірників представленого твору чи творів та їхній електронний варіант (за наявності)
- рецензії та відгуки, опубліковані в пресі (за наявності).

Забезпечення дотримання вимог щодо висунення творів на здобуття Премії, їх конкурсний відбір та присудження Премії здійснює конкурсна комісія, яка є колегіальним органом.
Персональний склад конкурсної комісії затверджується сесією Шполянською районної ради і формується з 11-ти осіб, компетентних у царині літератури й літературознавства, в тому числі не менше трьох письменників від Національної спілки письменників України, Черкаської обласної організації Національної спілки письменників України та одного із членів родини письменника.
Засідання конкурсної комісії є правочинним за умови присутності на засіданні двох третин від її загального складу. Конкурсна комісія, як варіант, може проводити голосування в он-лайн режимі за умови технічного забезпечення такої процедури та наявності технічних можливостей усіх членів комісії у день голосування. Протокол такого голосування має бути підписаний головою комісії в день голосування. Такі умови мають бути погоджені з усіма членами комісії не менше, ніж за два тижні до голосування. За відсутності такої можливості комісія збирається особисто у визначений день голосування. Остаточне рішення конкурсна комісія ухвалює простою більшістю голосів. Якщо за результатами голосування жоден претендент не набрав понад половину голосів членів конкурсної комісії (50 % + 1 голос від його загального складу), проводиться  повторне голосування до досягнення результату.
Кожен член конкурсної комісії зобов'язаний не допускати конфлікту інтересів під час проведення конкурсного відбору.
Протокол засідання конкурсної комісії підписують головуючий на засіданні та секретар конкурсної комісії.
Свої обов'язки члени конкурсної комісії виконують на громадських засадах.
Оголошення про конкурс, хід його проведення й результати висвітлюються в засобах масової комунікації.
Особам, яким присуджено Премію, присвоюється звання лауреатів премії ім. Миколи Томенка, вручається диплом та виплачується грошова винагорода.  Загальна сума премії становить 5000 грн., яка розподіляється за двома номінаціями по 2500-00 грн. кожна. Фінансування Премії проводиться за рахунок коштів районного бюджету та інших джерел не заборонених законодавством.
Всі книги, які були направлені для конкурсу, після результатів проведення конкурсу безоплатно залишаються в Шполянській районній бібліотеці імені Миколи Томенка для поповнення книгофонду.

## Список членів конкурсної комісії
1. Василенко Михайло Григорович
2. Засенко Петро Петрович
3. Міхалевський Віталій Цезарійович
4. Горбівненко Анатолій Тимофійович
5. Озірний Олексій Антонович
6. Томенко Леся Миколаївна
7. Ткаченко Сергій Миколайович
8. Мазур Наталя Миколаївна (директор Шполянської ЦБС)
9. Лозовий Анатолій Іванович — представник Шполянської РДА, завідувач сектору культури
10. Папушняк Лариса Володимирівна — представник Шполянської районної ради

Колишні члени конкурсної комісії:
1. Тичко Олексій Миколайович

## Лауреати
- Письменник Гургула Ігор Васильович (2019)
- Поет-пісняр Андрій Демиденко Андрій Петрович (2019)
- Поетеса Вербівська Катерина Іванівна (2020)
- Поетеса Шаварська Ніна Григорівна (2025)[1]
- Поетеса Череп-Пероганич Тетяна Павлівна (2025)[1]
- Письменниця Галина Гузовська-Корицька (2025)[1]
- Композитор і рок-виконавець Сергій Сторожев(2025)[1]